# 2 de octubre
El 2 de octubre es el 275.º (ducentésimo septuagésimo quinto) día del año —el 276.º (ducentésimo septuagésimo sexto) en los años bisiestos— en el calendario gregoriano. Quedan 90 días para finalizar el año.

## Acontecimientos
- 52 a. C.: en la batalla de Alesia, las tropas sitiadoras de Julio César reciben un masivo ataque galo interno y externo. El sorprendente triunfo de los romanos ocasionará al día siguiente la rendición de Vercingétorix.
- 1187: en Palestina, Saladino ―primer sultán ayubí de Egipto y Siria― reconquista Jerusalén.
- 1263: los noruegos y escoceses libran la batalla de Largs.
- 1535: al pie del monte Monte Royal (Canadá), Jacques Cartier llega a la aldea iroquesa de Hochelaga (futura Montreal) y reclama todo el territorio para Francia.
- 1552: Iván el Terrible conquista Kazán.
- 1780: John André, oficial de la armada británica, es colgado por la acusación de espionaje.
- 1814: en Chile finaliza el desastre de Rancagua y los españoles comienzan la reconquista de Chile.
- 1835: en Texas (Estados Unidos) se libra la batalla de González, escaramuza que se considera el inicio de la independencia de Texas.
- 1864: en Saltville (Virginia) ―en el marco de la Guerra de Secesión―, las fuerzas unionistas atacan la ciudad pero son derrotados por las tropas confederadas en la batalla de Saltville.
- 1889: en Washington (Estados Unidos) se inicia la I Conferencia Interamericana.
- 1919: el presidente de los Estados Unidos Woodrow Wilson sufre un accidente cerebrovascular que lo paraliza parcialmente.
- 1923: en el barrio de Fener (Estambul), Efthimios Karahisarides ―fundador de la Iglesia ortodoxa turca― sitia y ocupa la sede del Patriarcado Ecuménico de Constantinopla, nombra su propio sínodo y se proclama representante general de todas las comunidades ortodoxas (Bütün Ortodoks Ceemaatleri Vekil Umumisi).
- 1924: en Buenos Aires (Argentina), en un partido de fútbol entre Argentina y Uruguay, el futbolista Cesáreo Onzari convierte el primer gol olímpico.
- 1927: en la catedral de Lima (Perú) se realiza la coronación de Nuestra Señora del Rosario de Lima.
- 1928: en España, el sacerdote Josemaría Escrivá de Balaguer funda el Opus Dei, institución de la Iglesia católica.
- 1930: Gordon Stewart Northcott es ahorcado en la Prisión Estatal de San Quintín, por ser el autor de los asesinatos en serie llamados los Crímenes de Wineville.
- 1936: La Ley de Organización Administrativa dictada por el general Franco crea en la zona rebelde de España la Junta Técnica del Estado, el Gobierno General, la Secretaría de Relaciones Exteriores y la Secretaría General del Jefe del Estado.
- 1938: en Tiberíades (Palestina) ―en el marco de la revuelta palestina (1936-1939)― 70 árabes armados asesinan a 19 inmigrantes judíos, 11 de los cuales eran niños (masacre de Tiberíades).
- 1941: en la Unión Soviética ―en el marco de la Segunda Guerra Mundial― comienza la Operación Tifón: tropas alemanas nazis realizan un ataque masivo sobre Moscú.
- 1942: en Madrid (España) la dictadura franquista fusila a los dirigentes del PCE, Heriberto Quiñones, Luis Sendín y Ángel Garvín.
- 1942: en el ciclotrón de la Universidad de Berkeley (California) se logra por primera vez una reacción nuclear en cadena autosostenida, base o inicio de la bomba atómica.
- 1944: en Polonia, en el marco de la Segunda Guerra Mundial, las tropas nazis acaban con el Alzamiento de Varsovia.
- 1950: en Estados Unidos, primera edición de la serie de tiras cómicas Peanuts de Charles M. Schulz
- 1954: en el Pacto de Bruselas se admite como miembro de la OTAN a la República Federal Alemana.
- 1955: en Estados Unidos, el ordenador ENIAC es apagado definitivamente.
- 1958: Guinea se independiza de Francia.
- 1962: sobre el atolón Johnston (en medio del océano Pacífico), a las 5:18 hora local, Estados Unidos detona su bomba atómica Androscoggin, de 75 kilotones, a 3130 metros de altura (dejada caer desde un avión). Es la bomba n.º 272 de las 1129 que Estados Unidos detonó entre 1945 y 1992.
- 1964: a 452 metros bajo tierra, en el área U7b del Sitio de pruebas atómicas de Nevada (a unos 100 km al noroeste de la ciudad de Las Vegas), a las 12:03 (hora local), Estados Unidos detona su bomba atómica n.º 387: Auk, de 12 kilotones.
- 1966: en Madrid (España) se inaugura el estadio Vicente Calderón.
- 1968: en la Ciudad de México, el ejército mexicano dispara en contra de una manifestación pacífica de estudiantes (Matanza de Tlatelolco).
- 1969: a 1220 m bajo tierra, en la isla Amchitka (en Alaska), a las 11:06 (hora local) Estados Unidos detona su bomba atómica Milrow ―originalmente había sido bautizada Gañsha (‘marihuana’ en hindi) hasta que alguien en el Departamento de Estado se dio cuenta e hizo cambiar el nombre―, de 1000 kilotones. Es la bomba n.º 641 de las 1129 que Estados Unidos detonó entre 1945 y 1992.
- 1973: a 213 metros bajo tierra, en el área U2by del Sitio de pruebas atómicas de Nevada (a unos 100 km al noroeste de la ciudad de Las Vegas), a las 6:30 (hora local), Estados Unidos detona su bomba atómica n.º 802: Polygonum, de menos de 20 kilotones; y 45 minutos después, a 311 metros bajo tierra, detona la bomba n.º 803: Waller, de 1 kilotón.
- 1975: Dimensión Latina publica su álbum "Dimensión Latina 76: Salsa Brava" donde aparece el sencillo "El frutero" interpretado por Oscar De León y Wladimir. Este álbum logró imponer casi todos los temas del disco.
- 1981: se funda la compañía Logitech.
- 1982: se entregan en Oviedo los Premios Príncipe de Asturias en su segunda edición.
- 1984: regresan a la Unión Soviética tres cosmonautas, tras permanecer 237 días en órbita, batiendo el anterior récord.
- 1984: a 350 metros bajo tierra, en el área U4r del Sitio de pruebas atómicas de Nevada (a unos 100 km al noroeste de la ciudad de Las Vegas), a las 10:14 (hora local), Estados Unidos detona su bomba atómica n.º 1019: Vermejo, de 2,5 kilotones.
- 1986: en España, el Congreso de los Diputados ratifica el texto del Acta Única Europea de 1986.
- 1992: en la cárcel de Carandiru —la cárcel más grande de América Latina en esos tiempos—, ubicada dentro de São Paulo (Brasil), el coronel Ubiratan Guimarães (1943-2006) ordena ejecutar a 101 presos (masacre de Carandiru). Como castigo, solo recibirá 5 años de cárcel.
- 1993: en Ta He (Vietnam) a cerca de 320 km de Hanói, 53 pobladores de tribus montañesas, miembros de la secta del religioso ciego Ca Van Liem se suicidan con armas de fuego y otras armas simples. Entre los muertos se encontraron 19 niños.
- 1994: en Hiroshima (Japón) comienzan los XII Juegos Asiáticos.
- 1996: un avión de la compañía peruana AeroPerú se estrella en el océano Pacífico, frente a la costa peruana, falleciendo las setenta personas que iban a bordo.
- 1997: firma del Tratado de Ámsterdam.
- 2007: la ONU declara el Día Internacional de la No Violencia.
- 2007: el presidente surcoreano Roh Moo-hyun cruza la zona desmilitarizada en su segundo intento de reunirse con el líder norcoreano Kim Jong-il.
- 2007: en Chile, se crea la Región de los Ríos con capital en la ciudad de Valdivia, recuperando así esta su autonomía que tenía previo al proceso de regionalización de las regiones de Chile en los años setenta.
- 2016: en Colombia se celebra el Plebiscito sobre los acuerdos de paz de Colombia de 2016.
- 2017: En Argentina se presentan en la Escuela de Aviación Militar los primeros cuatro entrenadores primarios básicos Beechcraft Texan II TC6, de un total de 12, procedentes de los Estados Unidos, que serán destinados para la formación de los futuros aviadores militares, como así también para controlar la frontera y combatir el narcotráfico.[1]
- 2018: el pueblo de Fuente Carreteros consigue tras años de lucha la independencia de Fuente Palmera.

## Nacimientos
- 1452: Ricardo III, aristócrata y militar inglés, rey entre 1483 y 1485 (f. 1485).
- 1470: Isabel de Aragón, reina consorte de Portugal, princesa de Asturias y infanta de Aragón, Castilla y Sicilia (f. 1498).
- 1538: Carlos Borromeo, cardenal y santo italiano (f. 1584).
- 1582: Augusto del Palatinado-Sulzbach, aristócrata alemán (f. 1632).
- 1616: Andreas Gryphius, poeta y dramaturgo alemán (f. 1664).
- 1644: François-Timoléon de Choisy, escritor francés (f. 1724).
- 1722: Leopold Widhalm, instrumentista austríaco (f. 1776).
- 1737: Francis Hopkinson, político estadounidense (f. 1791).
- 1754: Louis de Bonald, político, filósofo, escritor y o publicista francés (f. 1840).
- 1816: Ángel de Iturbide, aristócrata mexicano (f. 1872).
- 1768: William Carr Beresford, general y político británico (f. 1854).
- 1797: Ángel José Cowley, médico cubano, secretario de la Junta Superior de Sanidad.
- 1798: Carlos Alberto de Cerdeña, rey sardo (f. 1849).
- 1800: Nat Turner, rebelde afroamericano (f. 1831).
- 1808: Marcos Sastre, escritor, investigador y educador argentino de origen uruguayo (f. 1887).
- 1832: Edward Burnett Tylor, antropólogo británico (f. 1917).
- 1832: José Ángel Montero, compositor venezolano (f. 1881).
- 1847: Paul von Hindenburg, político y presidente alemán entre 1925 y 1934 (f. 1934).
- 1851: Ferdinand Foch, militar francés (f. 1929).
- 1852: William Ramsay, químico británico, premio nobel de química en 1904 (f. 1916).
- 1857: Teófilo Castillo Guas, pintor peruano (f. 1922).
- 1869: Mahatma Gandhi, político, independentista y líder religioso hinduista indio (f. 1948).
- 1871: Cordell Hull, abogado y político estadounidense, premio nobel de la paz en 1945 (f. 1955).
- 1871: Martha Brookes Hutcheson, arquitecta estadounidense (f. 1959).
- 1876: Arnold Peter Møller, empresario danés (f. 1965).
- 1877: Michel-Dimitri Calvocoressi, escritor y crítico musical francés (f. 1944)
- 1879: Wallace Stevens, poeta estadounidense (f. 1955).
- 1882: Boris Shaposhnikov, militar ruso (f. 1945).
- 1883: Karl von Terzaghi, ingeniero checo (f. 1963).
- 1890: Groucho Marx, actor cómico estadounidense (f. 1977).
- 1895: Bud Abbott, actor estadounidense (f. 1974).
- 1900: Arturo Rosenblueth Stearns, científico mexicano (f. 1970).
- 1900: Federico Berrueto Ramón, profesor y político mexicano (f. 1980).
- 1901: Alice Prin, modelo, cantante y actriz francesa (f. 1953).
- 1902: Leopold Figl, político austriaco (f. 1965).
- 1904: Graham Greene, novelista británico (f. 1991).
- 1904: Lal Bahadur Shastri, político indio, primer ministro de su país (f. 1966).
- 1905: Alberto Martín-Artajo, político español (f. 1979).
- 1907: Víctor Paz Estenssoro, político y presidente boliviano (f. 2001).
- 1907: Alexander Robert Todd, químico británico, premio nobel de química en 1957 (f. 1997).
- 1911: Jack Finney, autor estadounidense (f. 1995).
- 1914: Jack Parsons, científico estadounidense (f. 1952).
- 1914: Yuri Levitán, locutor de radio soviético (f. 1983)
- 1916: José Manuel Isla, político chileno (f. 1971).
- 1917: Charles Drake, actor estadounidense (f. 1994).
- 1917: Christian de Duve, científico belga, premio nobel de medicina en 1974 (f. 2013).
- 1918: Claude Eatherly, aviador estadounidense (f. 1978); piloteó el avión de reconocimiento climático que apoyó el atentado terrorista atómico contra la población civil de la ciudad de Hiroshima (Japón) el 6 de agosto de 1945.
- 1919: Ferrusquilla (José Ángel Espinoza), cantautor y actor mexicano (f. 2015).
- 1921: Serguéi Glinkin, aviador militar soviético (f. 2003).
- 1921: Giorgio Scarlatti, piloto de automovilismo italiano (f. 1990).
- 1923: Eugenio Cruz Vargas, pintor y poeta chileno (f. 2014).
- 1923: Absalón Castellanos Domínguez, político mexicano, gobernador del estado de Chiapas entre 1982 y 1988 (f. 2017).
- 1925: José Martínez, cineasta argentino (f. 2019), hermano mayor de las actrices Mirtha y Goldi Legrand.
- 1925: Paul Goldsmith, piloto de motociclismo y automovilismo estadounidense (f. 2024)
- 1928: George McFarland, actor estadounidense (f. 1993).
- 1928: Wolfhart Pannenberg, teólogo alemán (f. 2014).
- 1929: Moses Gunn, actor afroestadounidense (f. 1993).
- 1930: Antonio Gala, escritor español (f. 2023).
- 1930: Eduardo Arozamena Pasarón, actor mexicano (f. 1973).
- 1933: John Gurdon, biólogo británico.
- 1933: Michel Plasson, director de orquesta francés.
- 1935: Omar Sívori, futbolista argentino (f. 2005).
- 1936: Dick Barnett, baloncestista estadounidense.
- 1936: Fernando Sánchez Dragó, escritor y crítico literario español (f. 2023).
- 1937: Roberto Herlitzka, actor italiano.
- 1940: Enrique Cuenca, actor, imitador y comediante mexicano (f. 2000).
- 1942: Steve Sabol, productor audiovisual estadounidense (f. 2012).
- 1943: Eduardo Serra, director de fotografía portugués.
- 1944: Vernor Vinge, escritor estadounidense.
- 1945: Don McLean, cantautor estadounidense.
- 1945: Regina Torné, actriz mexicana.
- 1946: Sonthi Boonyaratglin, general tailandés.
- 1946: Marie-Georges Pascal, actriz francesa (f. 1985).
- 1947: Olga Lucas, escritora, poeta y traductora española.
- 1948: Donna Karan, diseñadora de moda estadounidense.
- 1948: Trevor Brooking, futbolista británico.
- 1948: Siim Kallas, político estonio, primer ministro entre 2002 y 2003.
- 1949: Richard Hell, músico estadounidense.
- 1949: Annie Leibovitz, fotógrafa estadounidense.
- 1949: Carlos Slepoy, jurista argentino, activista de los derechos humanos (f. 2017).
- 1950: Mike Rutherford, músico británico, de la banda Genesis.
- 1951: Romina Power, actriz y cantante ítalo-estadounidense.
- 1951: Sting (Gordon Sumner), cantante, bajista y multinstrumentista británico, de la banda The Police.
- 1954: Lorraine Bracco, actriz estadounidense.
- 1955: Philip Oakey, cantante británico, de la banda The Human League.
- 1957: Janry, historietista belga de cómics.
- 1960: Robbie Nevil, músico estadounidense.
- 1960: Massimo Gramellini, periodista italiano.
- 1960: Kamala Chandrakirana, activista indonesia
- 1961: Mauricio Sotelo, compositor y director de orquesta español.
- 1962: Sigtryggur Baldursson, baterista islandés, de la banda The Sugarcubes.
- 1963: María Ressa, periodista filipina, Premio Nobel de la Paz 2021.
- 1963: Patricia Janiot, periodista y presentadora colombiana.
- 1964: José Luis Estellés, clarinetista y director de orquesta español.
- 1964: Katty Kowaleczko, actriz chilena
- 1965: Ferhan y Ferzan Önder, pianistas gemelos turco-austriacos.
- 1966: Rodney Anoai, luchador profesional estadounidense.
- 1967: Ardem Patapoutian, biólogo molecular estadounidense, Premio Nobel de Fisiología o Medicina 2021.
- 1967: Bud Gaugh, músico estadounidense, de la banda Sublime.
- 1967: Frankie Fredericks, atleta namibio.
- 1967: Thomas Muster, tenista austríaco.
- 1968: Jana Novotná, tenista checa (f. 2017).
- 1968: Range Murata, artista y diseñador japonés.
- 1969: Badly Drawn Boy, cantautor británico.
- 1969: Damon Gough, cantante británico.
- 1969: Natasha Little, aztriz británica
- 1970: Kelly Ripa, actriz estadounidense.
- 1970: Maribel Verdú, actriz española.
- 1971: James Root, guitarrista estadounidense, de la banda Slipknot.
- 1971: Tiffany, cantante estadounidense.
- 1971: Chris Savino, animador estadounidense.
- 1972: Aaron McKie, baloncestista estadounidense.
- 1972: Aleksandar Vulin, político y abogado serbio.
- 1973: Lene Nystrom, cantante noruega, de la banda Aqua.
- 1973: Proof, rapero estadounidense, de la banda D12.
- 1973: Andriy Danilko, cantante y comediante ucraniano.
- 1973: Maria Wetterstrand, política sueca.
- 1973: Susana González, actriz mexicana.
- 1974: Simon Gregson, actor británico.
- 1974: Michelle Krusiec, actriz estadounidense.
- 1978: Ayumi Hamasaki, cantante japonesa.
- 1978: Julen Mendoza, abogado y político español.
- 1979: Francisco Fonseca, futbolista mexicano.
- 1979: Primož Brezec, baloncestista esloveno.
- 1979: Maja Ivarsson, cantante sueco, de la banda The Sounds.
- 1979: Morante de la Puebla, torero español.
- 1980: Lucas Castromán, futbolista argentino.
- 1980: Edison Chará, futbolista colombiano (f. 2011).
- 1980: Rubén Darío Gigena, futbolista argentino.
- 1981: Sidney Samson, DJ y productor neerlandés.
- 1981: Luke Wilkshire, futbolista australiano.
- 1982: Tyson Chandler, baloncestista estadounidense.
- 1984: Marion Bartoli, tenista francesa.
- 1984: Ray Burse, futbolista estadounidense.
- 1984: Gerardo Clemente, futbolista suizo.
- 1985: Elsa Pinilla, actriz y cantante española.
- 1985: Vogue Williams, personalidad de televisión irlandesa.
- 1986: Camilla Belle, actriz estadounidense.
- 1986: Kiko Casilla, guardameta español.
- 1989: George Hotz, hacker estadounidense.
- 1989: Lydia Fairen, actriz y cantante española.
- 1989: Ángela Rodríguez, política española.
- 1990: Samantha Barks, actriz y cantante británica.
- 1991: Roberto Firmino, futbolista brasileño.
- 1992: Alisson Becker, futbolista brasileño.
- 1993: Rodrigo Noya, actor argentino.
- 1994: Brendan Meyer, actor canadiense.
- 2002: Jacob Sartorius, cantante estadounidense.
- 2011: Licypriya Kangujam, activista medioambiental india.

## Fallecimientos
- 534: Atalarico, rey ostrogodo (n. 516).
- 939: Gilberto de Lotaringia, aristócrata francés (n. 890).
- 1285: Felipe III, rey francés (n. 1245).
- 1559: Jacquet of Mantua, compositor francés (n. 1483).
- 1626: Diego Sarmiento de Acuña, aristócrata y diplomático español (n. 1567).
- 1629: Pierre de Bérulle, cardenal y escritor ascético francés (n. 1575).
- 1629: Antonio Cifra, compositor italiano (n. 1584).
- 1655: Francesco Pona, médico, filósofo, poeta y escritor italiano (n. 1595)
- 1724: François-Timoléon de Choisy, escritor francés (n. 1644).
- 1746: Josiah Burchett, político francés (n. 1666).
- 1764: William Cavendish, primer ministro británico (n. 1720).
- 1775: Chiyo-ni, poeta japonesa (n. 1703).
- 1780: John André, militar británico (n. 1750).
- 1782: Charles Lee, general británico (n. 1732).
- 1786: Augustus Keppel, almirante británico (n. 1725).
- 1803: Samuel Adams, político y revolucionario estadounidense (n. 1722).
- 1804: Nicolas-Joseph Cugnot, pionero francés (n. 1725).
- 1817: Fiódor Fiodorovich Ushakov, comandante naval ruso (n. 1744).
- 1828: José Prudencio Padilla, almirante colombiano (n. 1784).
- 1841: Honorato Grimaldi, aristócrata y rey francés (n. 1778).
- 1853: François Aragó, matemático, físico, astrónomo y político francés (n. 1786).
- 1872: Eberhard Friedrich Walcker, organista alemán (n. 1794).
- 1892: Ernest Renán, escritor, filólogo, filósofo, arqueólogo e historiador francés (n. 1823).
- 1906: Raja Ravi Varma, pintor indio (n. 1848).
- 1918: Christian Otto Mohr, ingeniero civil alemán (n. 1835).
- 1919: Victorino de la Plaza, político argentino, presidente entre 1914 y 1916 (n. 1840).
- 1920: Max Bruch, compositor y director de orquesta alemán (n. 1838).
- 1927: Svante August Arrhenius, químico sueco, premio nobel de química en 1903 (n. 1859).
- 1928: Madre María (María Loredo), religiosa argentina venerada popularmente (n. 1854).
- 1930: Gordon Stewart Northcott, asesino en serie (n. 1906).
- 1931: Jaime de Borbón, aristócrata suizo (n. 1870).
- 1931: Thomas Lipton, comerciante británico (n. 1850).
- 1938: Alexandru Averescu, soldado y político rumano (n. 1859).
- 1942: Luis Sendín, dirigente comunista español (n. 1909).
- 1942: Heriberto Quiñones, dirigente comunista español (n. 1907).
- 1942: Ángel Garvín, dirigente comunista español (n. 1918).
- 1947: Piotr D. Ouspenski, matemático ruso (n. 1878).
- 1952: Pastora Matoses, pintora francesa (n. 1892).
- 1959: William Guy Carr, escritor inglés (n. 1895).
- 1960: Claro M. Recto, político e hispanista filipino (n. 1890).
- 1966: Luis Turcios Lima, militar y luego comandante guerrillero guatemalteco; asesinado (n. 1941).
- 1968: Marcel Duchamp, artista dadaísta francés (n. 1887).
- 1971: Bola de Nieve (Ignacio Villa), cantante, pianista y compositor afrocubano (n. 1911).
- 1973: Paavo Nurmi, atleta finlandés (n. 1897).
- 1973: Juan Antonio Scasso, arquitecto uruguayo (n. 1892).
- 1977: Ernesto Bianco, actor argentino (n. 1922).
- 1980: Álvaro Gil Varela, empresario español (n. 1905).
- 1982: Maye Brandt, modelo venezolana y ex Miss Venezuela (n. 1961).
- 1985: Rock Hudson, actor estadounidense; sida (n. 1925).
- 1987: Peter Medawar, científico británico, premio nobel de física en 1960 (n. 1915).
- 1987: Madeleine Carroll, actriz británica (n. 1906).
- 1988: Alec Issigonis, diseñador griego de automóviles (n. 1906).
- 1990: Mercedes Simone, cantante de tango y actriz argentina (n. 1904).
- 1991: Maria Aurèlia Capmany, escritora española (n. 1918).
- 1993: Fernando López Heptener, óptico, fotógrafo y cineasta español (n. 1902).
- 1996: Robert Bourassa, político y economista canadiense (n. 1933).
- 1998: Gene Autry, cantante y actor estadounidense (n. 1907).
- 1998: Olivier Gendebien, piloto belga (n. 1924).
- 1999: Araceli de León, actriz de doblaje mexicana (n. 1951).
- 1999: Heinz G. Konsalik, novelista alemán (n. 1921).
- 2001: Franz Biebl, compositor alemán (n. 1906).
- 2002: Heinz von Foerster, físico y filósofo austríaco (n. 1911).
- 2005: Nipsey Russell, cómico estadounidense (n. 1918).
- 2005: August Wilson, escritor estadounidense (n. 1945).
- 2006: Tamara Dobson, actriz y modelo estadounidense (n. 1944).
- 2006: Paul Halmos, matemático húngaro (n. 1916).
- 2007: Christopher Derrick, escritor británico (n. 1921).
- 2007: Carmen Rossi, actriz española (n. 1932).
- 2008: Choi Jin-sil, actriz surcoreana (n. 1968).
- 2011: Gilberto Guzmán, actor cómico y comediante chileno (n. 1931).
- 2011: Efraín Recinos, arquitecto guatemalteco (n. 1928).
- 2014: Pedro Peña, actor español (n. 1925).
- 2016: Neville Marriner, violinista y director de orquesta británico (n. 1924).
- 2016: Luis González de Alba, escritor, periodista, divulgador de ciencia y activista mexicano en la comunidad LGBTTTI y en el movimiento de 1968 (n. 1944).
- 2017: Evangelina Elizondo, actriz y cantante mexicana (n. 1929).
- 2017: Tom Petty, músico estadounidense (n. 1950).
- 2021: Julio Di Palma (89), animador, locutor, recitador y actor argentino (n. 1932).

## Celebraciones
- Día Internacional de la Educación Social.[2]
- Día Internacional del Notariado.[3]
- Día Mundial de los Animales de Granja.[4]Iniciativa de la ONG FARM (Farmed Animals Reform Movement), en el aniversario de nacimiento de Mahatma Gandhi, por su condición de vegetariano.
  - Observancias relacionadas con el cumpleaños de Mahatma Gandhi, el 2 de octubre de 1869 (hace ya 155 años, 8 meses y 20 días):
    - Día Internacional de la No Violencia.
    -  India: Gandhi Jayanti.

 Por países
(Por orden alfabético)
- Argentina:
  - Día del Escribano.[3]Celebración del primer Congreso Internacional del Notariado Latino (UINL) en 1948 en Buenos Aires, con el objetivo de manifestar la importancia de la colaboración internacional y contribuir a la promoción de las instituciones y principios del notariado.[5]
  - Día Nacional del Recolector de Residuos.[6]Establecido por la ley 24.854, sancionada por el Congreso de la Nación Argentina el 18 de junio de 1997. Busca celebrar a todos los recolectores de residuos y los barrenderos que trabajan, día a día, para asegurar la higiene de las ciudades en todo el país.
  - Día del Trabajador de Edificios.[7]Se celebra debido a que el 2 de octubre de 1942 se creó formalmente el Sindicato Único de Encargados y Ayudantes de Casas de Renta (SUEYACR), con el objetivo de diferenciar a los “trabajadores de casa de renta” del personal de servicio doméstico.
    -  Ciudad Autónoma de Buenos Aires (CABA): 
      - Día del Barrio Villa Urquiza.[8]Mediante la Ley 834 de 2002 se estableció el Día de Villa Urquiza, fecha que recuerda la fundación de la Villa Las Catalinas, antecedente del barrio, el 2 de octubre de 1887.

- Chile:
  - Día del Tecnólogo Médico.
  - Día Nacional del Medio Ambiente.

- Estados Unidos:
  - Día Nacional de Reconocimiento al Trabajador de Conserjería (Custodios).
  - Día del Audiófilo. Apasionados por el sonido de alta fidelidad.
(en inglés: Audiophile Day).
  - Día Nacional de la Semilla de Calabaza.
(en inglés: Pumpkin Seed Day).

- Guinea:
  - Día de la Independencia.

- Indonesia:
  - Día del Batik.

- Italia:
  - Día Nacional de los Abuelos.

- México:
  - Conmemoración de la matanza de estudiantes de Tlatelolco.

### Santoral católico
- Día del Ángel de la guarda.[9]
- Santos Ángeles Custodios.[10]

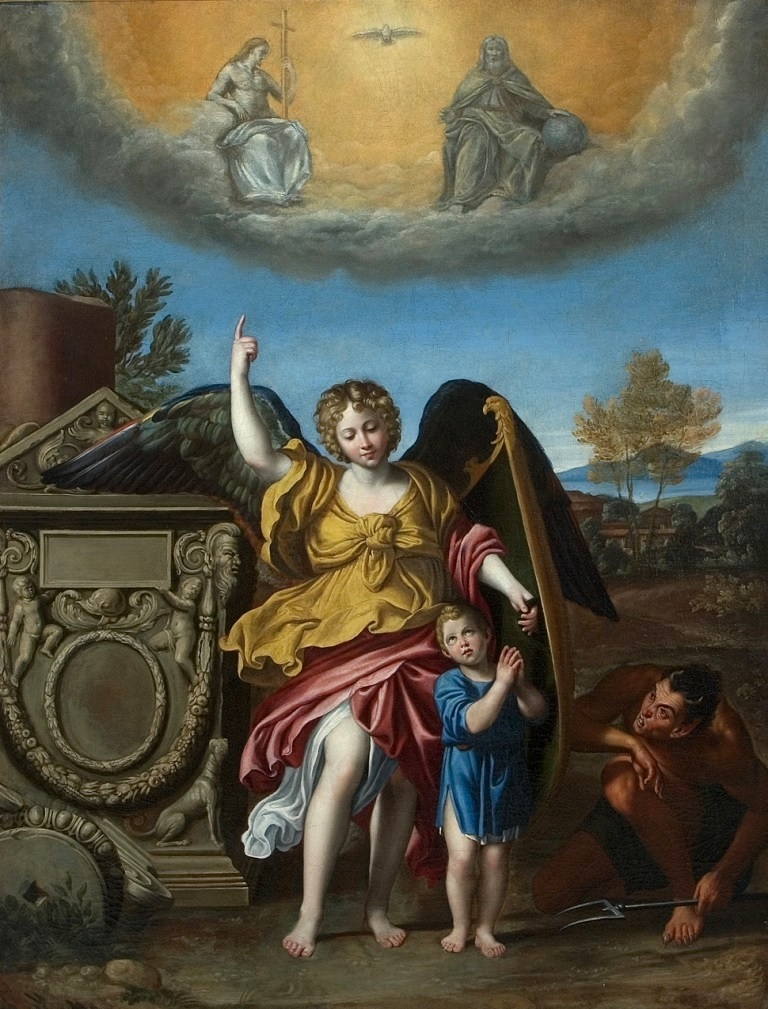
Santos Ángeles Custodios. Es común en el arte católico la representación del ángel amparando niños. Óleo de Domenichino (1615). Museo del Palacio de Wilanów, Varsovia, Polonia.

- San Eleuterio de Nicomedia (s. III), mártir.
- San Saturio de Numancia (f. 606), eremita.
- Santos Leodegario y Gerino (f. 677), mártires.
- San Beregiso de Andage (f. 725), abad.
- San Ursicino de Chur (s. VIII), abad y obispo.
- San Teófilo de Bulgaria (f. 795), monje.
- Beatos Luis, Lucía, Andrés y Francisco Yakichi (f. 1622), mártires.
- Beato Jorge Edmundo René (f. 1794), presbítero y mártir.
- Beato Antonio Chevrier (f. 1879), presbítero y fundador.
- Beato Juan Beyzym (f. 1912), presbítero.
- Beatos Francisco Carceller Galindo e Isidoro Bover Oliver (f. 1936), presbíteros y mártires.
- Beatos Elías y Juan Bautista Carbonell Mollá (f. 1936), presbíteros y mártires.
- Beata María Guadalupe Ricart Olmos (f. 1936), religiosa y mártir.
- Beata María Antonina Kratochwil (f. 1942), virgen y mártir.

 Por países
(Por orden alfabético)
- España:
  - Alba de Yeltes (Salamanca): Fiesta en honor de los Santos Ángeles Custodios.
  - Bohoyo (Ávila): Fiesta en honor del Santo Ángel Custodio.
  - Castril (Granada): Fiesta del Cristo del Consuelo.
  - Cuevas del Campo (Granada): Fiesta en honor del Santo Ángel.
  - Darro (Granada): Fiesta en honor de la Virgen del Amparo.
  - Fuente Carreteros (Córdoba): Conmemoración de la creación del municipio.
  - Masamagrell (Valencia): Fiesta en honor del Cristo del Consuelo y el Amparo.
  - Semillas (Guadalajara).
  - Sena (Huesca): Fiesta en honor del Santo Ángel Custodio.
  - Soria: Fiesta en honor de San Saturio.
  - Zújar (Granada): Fiesta del Santo Ángel.